# 다카하라촌 (히로시마현)
다카하라촌(高原村)은 히로시마현 다카타군에 존재했던 촌이다. 현재의 아키타카타시의 일부에 해당한다.